# Leptanilla morimotoi
Leptanilla morimotoi (лат.) — вид мелких муравьёв рода Leptanilla из подсемейства Leptanillinae (Formicidae). Ориентальная область.

## Распространение
Встречается в Восточной Азии: Япония, Кюсю, префектура Фукуока.

## Описание
Мелкого размера муравьи жёлтовато-бурого цвета (1—2 мм). Жвалы с 3 зубцами. Тело плотно покрыто короткими волосками, которые длиннее на брюшке; базальная область 2-го, 3-го и 4-го брюшных сегментов без волосков. Голова длиннее своей ширины Усики 12-члениковые. Скапус усиков короткий (короче головы). Метанотальная бороздка отсутствует. Стебелёк между грудкой и брюшком состоит из двух узловидных члеников (петиоль и постпетиоль). Близок к виду Leptanilla besucheti. Вид был описан в 1960 году японским мирмекологом К. Ясуматцу (Yasumatsu, Keizo; 1908—1983) и назван в честь миссис К. Моримото (K. Morimoto) и Р. Моримото (R. Morimoto), собравших типовую серию.